# Agelasta rufotibialis
Agelasta rufotibialis là một loài bọ cánh cứng trong họ Cerambycidae.